# Goodbye to yesterday

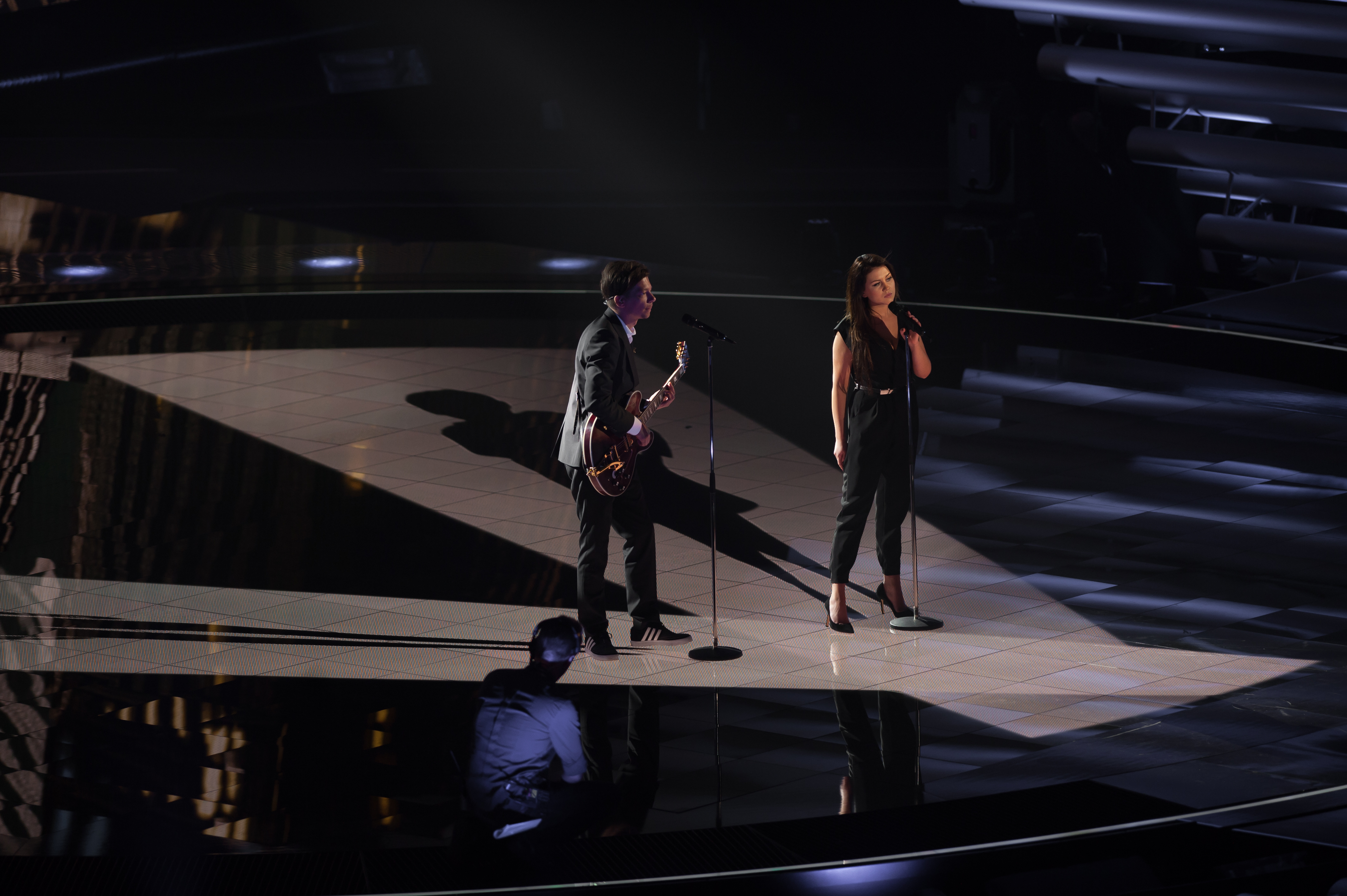
Elina Born en Stig Rästa tijdens het Eurovisiesongfestival.

Goodbye to yesterday is een duet tussen Elina Born en Stig Rästa. Het liedje was de Estse inzending voor het Eurovisiesongfestival 2015, waar het uiteindelijk zevende werd.

## Achtergrond
Goodbye to yesterday was reeds in 2013 al geschreven door de Estse muzikant Stig Rästa, maar nog niet opgenomen of uitgebracht. In 2014 ontdekt Rästa via een YouTubefilmpje de zangeres Elina Born en nodigde haar uit om samen met hem dit liedje op te nemen.
Kort hierna zonden de twee het lied naar de Estse omroep voor deelname aan Eesti Laul, de Estse voorronde voor het Eurovisiesongfestival. In december 2014 werd bekendgemaakt dat het liedje de laatste twintig had bereikt. Born en Rästa moesten daar aantreden tijdens de tweede halve finale op 21 februari 2015, die ze wonnen. Zodoende kwam het liedje in de finale van Eesti Laul terecht. Het liedje won het eerste gedeelte van de halve finale en kon hierdoor doorstoten naar de finale waar het met 79% van de stemmen won.
Na hun winst tijdens Eesti Laul werd Goodbye to yesterday door de bookmakers getipt als dé favoriet. Later zakte dit wat weg, maar het liedje bleef wel in de top tien staan.
Tijdens het Eurovisiesongfestival 2015 in Wenen moesten Stig Rästa en Elina Born aantreden tijdens de eerste halve finale op 19 mei 2015. Het duo trad als zevende op en later die avond werd bekendgemaakt dat ze door waren naar de finale. Tijdens de finale konden Born en Rästa met het liedje in totaal 106 punten bij elkaar sprokkelen, goed voor een zevende plaats.